# Нью-Йорк в Гражданской войне
В годы американской гражданской войны штат Нью-Йорк оказывал важное влияние на политику государства, на ведение войны и её информационное освещение. Нью-Йорк был самым населённым штатом Союза и выставил самое большое количество полков в федеральную армию, а так же дал армии много выдающихся генералов. За время войны штат отправил на фронт 400000 человек. Из них 22 000 погибли в боях, 30 000 умерли от болезней и несчастных случаев, а 36 были казнены. Правительство штата потратило на военные расходы 38 миллионов долларов, а округа и города потратили ещё 111 миллионов, в основном на выплаты рекрутам.
Избиратели штата разделились по политическим предпочтениям, возникло сильное антивоенное движение. партия демократов разделилась на Военных демократов, которые поддержали войну, и «Медноголовых», которые были сторонниками мира. Республиканцы разделились на умеренных, которые поддержали политику Линкольна, и радикальных республиканцев, которые более жёсткого обращения с Южными штатами. Среди окружения президента самым влиятельным нью-йоркцев был госсекретарь Уильям Сьюард. Пресса, издававшаяся в городе Нью-Йорке, оказывала большое влияние на общественное мнение. Газета New-York Tribune оказывала влияние на все республиканские газеты в штате, весьма влиятельными были журналы Harper’s Weekly и Frank Leslie's Illustrated Newspaper.
После войны в штате было установлено множество памятников и мемориалов для увековечивания памяти полков и отдельных офицеров.